# نوکاکا کاستر-والدو
نوکاکا کاستر-والدو (گرینلندی: Nukâka Coster-Waldau؛ زادهٔ ۲۳ فوریهٔ ۱۹۷۱) بازیگر و خواننده اهل گرینلند است.
از فیلم‌هایی که وی در آن نقش داشته‌است، می‌توان به وجه خطرناک اشاره کرد.